# Vahlkampfiidae
Die Einteilung der Lebewesen in Systematiken ist kontinuierlicher Gegenstand der Forschung. So existieren neben- und nacheinander verschiedene systematische Klassifikationen. 
Das hier behandelte Taxon ist durch neue Forschungen obsolet geworden oder ist aus anderen Gründen nicht Teil der in der deutschsprachigen Wikipedia dargestellten Systematik.

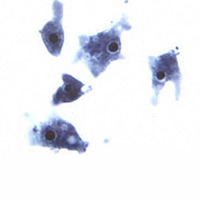
Naegleria fowleri

Die Vahlkampfiidae waren ein Taxon von Protisten und die umfangreichste Gruppe der Heterolobosea.

## Merkmale
Vahlkampfiidae weisen bis auf Arten der Vahlkampfia stets begeißelte Stadien auf, bilden aber keine Fruchtkörper. Die (bis auf bei Vertretern der Gattung Percolomonas) immer vorhandenen amöboiden Stadien sind in der Regel einkernig und von zylindrischer Gestalt. Die Kernkörperchen bleiben während der Mitose intakt, bilden aber zwei Pole, die Spindel ist intranukleär. Zysten sind häufig.

## Systematik

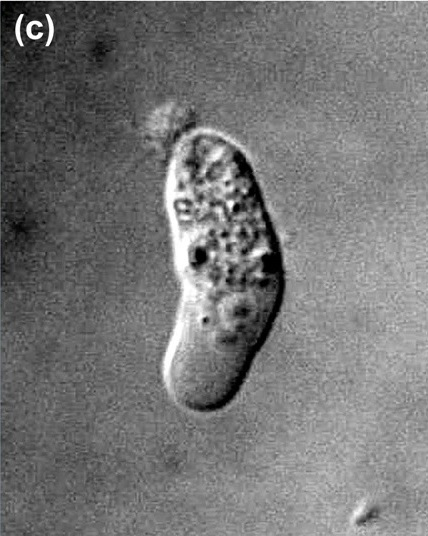
Tetramitus thermacidophilus, Stamm BSL, DIC-Aufnahme

Die Vahlkampfiidae war die umfangreichste der drei Gruppen der Heterolobosea. Neben einigen monotypischen Gattungen enthielt sie unter anderem auch die Gattungen Naegleria (~50 teilweise pathogene Arten), Tetramitus (~15) und Vahlkampfia (~5).
- Fließamöben (Vahlkampfia)
- Naegleria
  - Naegleria aquatilis
  - Naegleria fowleri
- Tetramitus
  - Tetramitus thermacidophilus
- Psalteriomonas
- Heteramoeba
- Percolomonas

Spätere Systematiken fassten sie mit ihren Schwestertaxa, den Acrasidae und den Gruberellidae, zur Gruppe der Tetramitia zusammen.

## Nachweise
1. ↑  Sina M. Adl, Alastair G. B. Simpson, Mark A. Farmer, Robert A. Andersen, O. Roger Anderson, John A. Barta, Samual S. Bowser, Guy Bragerolle, Robert A. Fensome, Suzanne Fredericq, Timothy Y. James, Sergei Karpov, Paul Kugrens, John Krug, Christopher E. Lane, Louise A. Lewis, Jean Lodge, Denis H. Lynn, David G. Mann, Richard M. McCourt, Leonel Mendoza, Øjvind Moestrup, Sharon E. Mozley-Standridge, Thomas A. Nerad, Carol A. Shearer, Alexey V. Smirnov, Frederick W. Spiegel, Max F. J. R. Taylor: The New Higher Level Classification of Eukaryotes with Emphasis on the Taxonomy of Protists. The Journal of Eukaryotic Microbiology 52 (5), 2005; Seiten 399–451. PMID 16248873. doi:10.1111/j.1550-7408.2005.00053.x.
2. ↑  David J. Patterson, A. Rogerson, Naja Vors: Heterolobosea In: John J. Lee, G. F. Leedale, P. Bradbury (Hrsg.): An Illustrated Guide to the Protozoa. Band 2. Allen, Lawrence 2000, ISBN 1-891276-23-9, S. 1105 (englisch).
3. ↑  Johan F. De Jonckheere: Heterolobosea Page and Blanton 1985, Version vom 21. September 2008, in The Tree of Life Web Project, http://tolweb.org/, Online
4. ↑  Adl, S. M., Simpson, A. G. B., Lane, C. E., Lukeš, J., Bass, D., Bowser, S. S., Brown, M. W., Burki, F., Dunthorn, M., Hampl, V., Heiss, A., Hoppenrath, M., Lara, E., le Gall, L., Lynn, D. H., McManus, H., Mitchell, E. A. D., Mozley-Stanridge, S. E., Parfrey, L. W., Pawlowski, J., Rueckert, S., Shadwick, L., Schoch, C. L., Smirnov, A. and Spiegel, F. W.: The Revised Classification of Eukaryotes. Journal of Eukaryotic Microbiology, 59: 429–514, 2012, PDF Online